# Amas de casa modernas
Amas de casa modernas (en hangul, 신 현모양처; romanización revisada, Sin Hyeonmoyangcheo), también conocida como New Wise Mother, Good Wife, es una serie de televisión surcoreana transmitida por MBC desde el 28 de mayo, hasta el 26 de junio de 2007, protagonizada por Kang Sung Yeon, Kim Ho Jin, Kim Nam Jin y Kim Tae Yeon.

## Argumento
Gyung Gook Hee (Kang Sung Yun), por un lado es una mujer periodista y por el otro, una ama de casa que gasta todo su sueldo en el hogar, se encarga prácticamente de todo, desde finanzas hasta de los niños, incluyendo sus tareas y proyectos escolares. En medio de sus dos agitadas personalidades, se encuentra su marido, el reportero Heo Myung Pil (Kim Ho Jin), irresponsable e inmaduro por naturaleza, ella deberá luchar y quizás deshacerse de él, teniendo en cuenta otros ejemplos cercanos como Lim Tae Ran (Kim Tae Yeon), una guionista considerada como la mujer perfecta, porque sabe lidiar con los diferentes momentos de la vida. El problema entre las dos, es el atractivo Park Suk Doo (Kim Nam Jin), un estudiante universitario que cambia el curso de sus vidas.

## Reparto

### Personajes principales
- Kang Sung Yeon como Kyung Gook Hee.
- Kim Ho Jin como Heo Myung Pil.
- Kim Nam Jin como Park Suk Doo.
- Kim Tae Yeon como Lim Tae Ran.

### Personajes secundarios
- Sa Kang como Nam Jang Mi.
- Kwon Yong Woon como Kim Man Suk.
- Lee Hye Eun como Kim Soo Deok.
- Lim Tae Ho como Oh Bong Goo.
- Uhm Soo Jung como Lee Yeon Shil.
- Park Yong Ki como Kim Jo Han.

## Banda sonora
| Track listing |                                                                    |                 |          |  |
| N.º           | Título                                                             | Artista         | Duración |  |
| 1.            | «일상다반사 - Female» (Ilsangdabansa - Female)                     | Woo Yi Kyung    | 4:07     |  |
| 2.            | «웃을래요» (Oteulraeyo)                                            | Woo Yi Kyung    | 3:37     |  |
| 3.            | «그래도 사랑합니다» (Geureaedo Saranghapnida)                      | Rangshow        | 4:09     |  |
| 4.            | «넌 웃고 있니» (Neon Otgo Issni)                                   | Lee Bae Yeon    | 3:40     |  |
| 5.            | «Beautiful Life»                                                   | Kang Soo Ji     | 3:49     |  |
| 6.            | «일상다반사 - Male» (Ilsangdabansa - Male)                         | Go Dong Woong   | 4:08     |  |
| 7.            | «아름다운 오해 - Performance» (Areumdaun Ohae - performance)       | Varios artistas | 3:31     |  |
| 8.            | «하루 - Performance» (Haru - Performance)                          | Varios artistas | 2:40     |  |
| 9.            | «일상다반사 - Versión en guitarra» (Ilsangdabansa)                 | Varios artistas | 2:09     |  |
| 10.           | «웃을래요 - Versión en guitarra» (Oteulraeyo)                      | Varios artistas | 1:47     |  |
| 11.           | «그래도 사랑합니다 - Versión en guitarra» (Geuraedo Saranghapnida) | Varios artistas | 2:07     |  |
| 12.           | «일상다반사 - Instrumental» (Ilsangdabansa)                        | Varios artistas | 4:07     |  |
| 13.           | «웃을래요 - Instrumental» (Oteulraeyo)                             | Varios artistas | 3:35     |  |